# صينيون أفارقة
الصينيون الأفارقة هم مجموعة عرقية من الصينيين ذوي أصول جزئية أو كاملة من أي مجموعة عرقية في أفريقيا. بحلول عام 2020، كان هناك ما يقدر بنحو 500000 أفريقي يعيشون في الصين، ويقيم غالبيتهم في قوانغتشو.